# دووین دونام
دووین دونام (انگلیسی: Duwayne Dunham) یک کارگردان فیلم و تدوین‌گر اهل ایالات متحده آمریکا است.

## فیلم‌شناسی

### تدوین‌گر
- More American Graffiti (1979) (در عنوان بندی نیامده)
- بازگشت جدای (۱۹۸۳)
- The Mean Season (۱۹۸۵)
- مخمل آبی (۱۹۸۶)
- Cherry 2000 (۱۹۸۷)
- از ته دل وحشی (۱۹۹۰)
- توئین پیکس (۱۹۹۰) (مجموعه تلویزیونی)
- کی-۱۱ (۲۰۱۲)
- توئین پیکس (۲۰۱۷)[۱]